# Sokker i sandaler
Det at bære sokker i sandaler eller andre typer åbent fodtøj er en kontroversiel mode kombination og kulturelt fænomen, som bliver diskuteret i mange lande og kulturer.

## Historie
Det første bevis for at have sokker i sandaler er dokumenteret ved den arkæologiske udgravning mellem Dishforth og Leeming i North Yorkshire, England. Opdagelsen viser at romerske legionærer havde sokker i sandaler for i hvert fald 2000 år siden. I 2003 blev der fundet en romersk statue med sokker i sandaler.

## Sokker i sandaler verden rundt
I Danmark er der stærke meninger om man må tage sokker på i klipklappere og sandaler.
Mange mener at sokker i sandaler ganske enkelt er mere komfortabelt, da sandalerne så klistrer mindre til fødderne. Sokkerne mindsker muligheden for snavs, sand og småsten mellem tæerne. Andre argumenter er for at skåne fødderne, hvis man har vabler og revner.
Specielt børn bør benytte sokker i sandaler, da mange sandaler af læder og kunststoffer indeholder mange skadelige kemikalier.
I 2010 rapporterede avisen Daily Telegraph at sokker i sandaler blev et modehit det givne forår/sommer. I Vogue blev det omtalt som en tiltagende mode i de senere år i 2012. I 2014 omtalte bl.a. Los Angeles Times, at sokker i sandaler pludselig var blevet moderigtigt.
Sokker i sandaler opfattes som at være uæstetisk i Tjekkiet, men nogle mennesker foretrækker sokker i sandaler og en del af befolkningen foretrækker begge muligheder - dvs både med og uden sokker.
Ifølge Brian Shea fra The Evening Sun, er sokker i sandaler populært blandt den ældre tyske generation.
Ifølge The China Post er briterne "berømte for modebrølere som fx at bære sokker i sandaler".
Fodboldspilleren David Beckham og sangeren Justin Bieber er flere gange blevet hængt ud i flere landes aviser grundet sokker i sandaler.